# 入江慎也
入江 慎也（いりえ しんや、1977年4月8日 - ）は、日本の実業家、元お笑いタレント。
お笑いコンビカラテカのツッコミ担当。
株式会社イリエコネクション及びピカピカ代表取締役。以前は、吉本興業→よしもとクリエイティブ・エージェンシーに所属していた。

## 略歴
- 1977年4月8日生まれ、東京都小平市出身[1]。
- 東京都立保谷高等学校卒業。専門学校中退。
- 1996年、専門学校の1年生だった19歳の時に、「第9回 ジュノン・スーパーボーイ・コンテスト」に挑戦。予選段階の模様を紹介するページにて入江が紹介されているが、結局エントリーメンバーには残れなかった。
- 1997年、高校の同級生だった矢部太郎とカラテカを結成[1]。
- 豊富な人脈を活かし、2013年よりフェスイベント『入江コネクション（IRIE CONNECTION）』を主催。
- 自身のコミュニケーション術として「後輩力」を提唱。『日本後輩協会』を設立し会長に就任。
- 2015年10月、友人と株式会社イリエコネクションを設立[1]。
- 2018年、イリエコネクションに入った後輩の渡辺謙司（元Bコース）や元サッカー選手の片岡洋介を中心にしてお笑い芸人やアスリートのセカンドキャリア支援事業を立ち上げる[2]。
- 2019年、吉本興業から契約を解消され、芸能活動から引退（詳細後述）。
- 2020年、清掃会社ピカピカを設立[3]。
- 2020年4月現在、全国でピカピカ5店舗を経営[4]。

### 「闇営業」の仲介を行ったことによる契約解除とその後
2019年6月4日、事務所を通さずギャラを受け取る「闇営業」を振り込め詐欺グループ(40人以上の逮捕者を出し、現在は解散済み)と行い、よしもとクリエイティブ・エージェンシーの芸人を仲介していたとして、同社の親会社である吉本興業から契約を解消され芸能界引退となった。ただし矢部との話し合いからカラテカは解散していない。
2014年12月に開催された詐欺グループの忘年会に複数の芸人と出席していたことが『フライデー』で報じられていた。忘年会には入江の他、宮迫博之（当時雨上がり決死隊）、レイザーラモンHG（レイザーラモン）、田村亮（当時ロンドンブーツ1号2号）、福島善成（ガリットチュウ）も参加しており、6月24日、同グループの会合（忘年会以外の会合を含む）に参加していた吉本興業の芸人11名には当面の間活動を停止する謹慎処分が下された。
また、吉本興業の芸人以外では、ワタナベエンターテインメント所属のザブングルが忘年会に参加している姿も確認されており、同日にワタナベエンターテインメントより同じく謹慎処分が下された。
契約解消からちょうど1年が経過した2020年6月4日にTwitterを更新し、近況を報告。契約解消後は清掃業のアルバイトをし続けていたとのことで、その経験を自分の会社に活かしたい、また、もう二度と同じ過ちを繰り返さないように歩んでいきたいと綴った。のちに自らが清掃会社を立ち上げるに至っている。
2023年、騒動から3年半のこと書き綴った著書「信用」を新潮社から出版。
2023年9月3日には、大相撲の元幕内・大喜鵬の断髪式に参加していた。大喜鵬の現役時代から入江は交友があり、宮城野部屋の移転の際には入江の会社がハウスクリーニングなどで携わったという。入江は式の途中、手にしていたちゃんこのはしを止め、取材に応じた。この時点では北は青森県から、南は鹿児島県まで、都内の1店舗を含めて全国に21店舗の清掃会社の店舗を構えているという年商は約5000万円とのこと。順調に業績を伸ばしているが「自分が使えるお金は、芸人の時の方が多いです。芸人は夢がありますよ」と謙遜していた。大喜鵬はピンポイントで清掃業を例に出し、力士のセカンドキャリア支援に、入江の会社とタッグを組む可能性をほのめかした。入江は「今、会社には元芸人も、元力士もいません」と説明。

## 人物
- 実兄はBEAMS Tのディレクターで、実弟はラッパーのFOOL[15]。
- 趣味はサッカー・キャンプ・プリクラ集め・マンガ集め・買物・フリーマーケット・ナンパ。
- 2010年代に入ってほとんど芸人の仕事をしておらず、企業においての講演会が主な仕事となっていた[2]。2017年6月6日放送分の『有吉弘行のダレトク!?』では月収280万に達したことを明かした。お笑いからシフトしてコネ作り、コミュニケーション能力で地位を築き上げた事には賛否両論が存在する[16]。
- 「アーイエ・オーイエ・オレイリエ! フロムLA!」と言うラップ調の自己紹介ネタがある。
- 大の人見知りである矢部とは対照的に、「友達5000人芸人」を自称しており、酒席などを通じて作った人脈は、長友佑都、大久保嘉人、澤穂希、渡辺美樹など多士済々の顔ぶれとなっており、非常に顔が広かった。中でも大相撲の横綱・白鵬とは私生活でも行動を共にすることが多く、白鵬とは琴奨菊の大関昇進パーティーを機に知り合った[17]。しかし、この交友関係の多さが 後に闇営業問題を起こす引き金となった。
- 相方の矢部との仲は現在も良好であり、寧ろ騒動後の方が連絡を取り合う程に関係が改善したと明かしている。自身が新会社を設立した際には、イラストの依頼をしている。

## 過去の出演

### バラエティ番組
- さんまのSUPERからくりTV（TBS） - 第1回芸能人かえうた王決定戦（2009年9月6日）
- ざっくりマンデー!!（TBS） - ざっくり30（2010年1月19日）
- ノブナガ（中部日本放送） - 日本お土産駅伝（2010年3月6日 - 2015年9月26日）
- 芸人報道（日本テレビ） - 準レギュラー（2010年4月6日 - 2014年4月1日）
- 森田一義アワー 笑っていいとも!（フジテレビ） - コーナーレギュラー「イリスポ」（2011年10月26日 - 2012年1月18日）
- OTOBOKE Bar（TOKYO MX、2011年10月3日 - 2012年9月24日）
- battle for money 戦闘中（フジテレビ）(2012年3月30日)
- run for money 逃走中（フジテレビ）(2012年4月8日)
- ぶっちゃけ嬢～26時のシンデレラ～（テレビ東京） - MC（2015年1月7日 - 3月25日）
- 音ボケPOPS （TOKYO MX）- レギュラー

### テレビドラマ
- 翼の折れた天使たち 第2夜「サクラ」（2007年、フジテレビ）
- ジョシデカ!-女子刑事-（2007年、TBS） - 塩瀬努 役
- 木下部長とボク（2010年、読売テレビ） - 向井哲 役
- 連続テレビ小説 まれ 第24週（2015年9月7日・8日、NHK総合）

### ラジオ
- 大谷ノブ彦 キキマス!（ニッポン放送）- 水曜リポーター

### ウェブテレビ
- 全日本パリピ選手権（2018年5月30日 - 9月19日、AbemaTV）[18] - 解説
- アベマ大縁日〜人気番組勢ぞろい！神宮花火大会生中継で豪華プレゼント大放出SP〜（2018年8月11日、AbemaTV）[19]

### ゲーム
- 合コンモテ2カードゲーム - カルタゲームで、イラストは相方の矢部太郎が描いている。

### CM
- リブ・マックス（2016年）[20]

## 著書
- カラテカ・入江のコンパライフ 女子もう帰っちゃうの? （2007年10月1日、日本文芸社、ISBN 978-4-53725-528-7）
- 後輩力 凡人の僕が、友だち5000人になれた秘けつ（2012年6月29日、アスコム、ISBN 978-4-77620-733-7）
- 使える!人脈力 友達5000人芸人が実践する50の習慣（2013年10月18日、新潮社、ISBN 978-4-10334-551-0）
- 社長が落ちる接待力（2014年6月21日、双葉社、ISBN 978-4-57530-669-9）
- カラテカ・入江の合コン用語辞典（2014年11月19日、日之出出版、ISBN 978-4-89198-145-7）
- 夢をかなえる営業力（2015年10月10日、国際語学社、ISBN 978-4-87731-727-0）
- 入江式のしあがる力（2018年3月31日、ゴマブックス、ISBN 978-4-81492-001-3）
- 汚部屋がピカピカになると世界が変わる! 業者の㊙家そうじ（2021年11月1日、主婦の友社、ISBN 978-4-07449-935-9）[21]
- 信用（2023年2月1日、新潮社、ISBN 978-4103345527）